# Barry Barnes (compositore di scacchi)
Barry Peter Barnes (Brighton, 1º agosto 1937) è un compositore di scacchi inglese.
Ha composto prevalentemente problemi di matto in due mosse.
Giudice Internazionale per la composizione e Maestro Internazionale della composizione (1967).
Redattore della sezione due mosse della rivista The Problemist (per 26 anni) e della sezione problemi del British Chess Magazine.
Autore di diversi libri sulla composizione di problemi:
- The two move chess problem: tradition and development  (con Michael Lipton e John M. Rice), Faber & Faber, London 1966
- Complete Mansfield  (antologia in tre volumi dei problemi di Comins Mansfield), London 1996-1999
- Advanced Chess Problems and How to Solve Them, The Lyons Press, London 2003
- Pick of the Best Chess Problems  (raccolta di problemi Meredith), Goodwill Publishing House, London 2009

Ha svolto la professione di agente pubblicitario.

## Problemi d'esempio
|   | a | b | c | d | e | f | g | h |   |
| 8 | h8 alfiere del bianco · d7 pedone del nero · a6 cavallo del nero · a5 re del bianco · c5 cavallo del bianco · e5 torre del bianco · f5 alfiere del bianco · a4 pedone del nero · b4 pedone del nero · d4 re del nero · b3 pedone del bianco · g3 torre del nero · b2 cavallo del bianco · d2 pedone del bianco · e2 alfiere del nero · f2 pedone del bianco · a1 donna del bianco · h1 torre del nero | h8 alfiere del bianco · d7 pedone del nero · a6 cavallo del nero · a5 re del bianco · c5 cavallo del bianco · e5 torre del bianco · f5 alfiere del bianco · a4 pedone del nero · b4 pedone del nero · d4 re del nero · b3 pedone del bianco · g3 torre del nero · b2 cavallo del bianco · d2 pedone del bianco · e2 alfiere del nero · f2 pedone del bianco · a1 donna del bianco · h1 torre del nero | h8 alfiere del bianco · d7 pedone del nero · a6 cavallo del nero · a5 re del bianco · c5 cavallo del bianco · e5 torre del bianco · f5 alfiere del bianco · a4 pedone del nero · b4 pedone del nero · d4 re del nero · b3 pedone del bianco · g3 torre del nero · b2 cavallo del bianco · d2 pedone del bianco · e2 alfiere del nero · f2 pedone del bianco · a1 donna del bianco · h1 torre del nero | h8 alfiere del bianco · d7 pedone del nero · a6 cavallo del nero · a5 re del bianco · c5 cavallo del bianco · e5 torre del bianco · f5 alfiere del bianco · a4 pedone del nero · b4 pedone del nero · d4 re del nero · b3 pedone del bianco · g3 torre del nero · b2 cavallo del bianco · d2 pedone del bianco · e2 alfiere del nero · f2 pedone del bianco · a1 donna del bianco · h1 torre del nero | h8 alfiere del bianco · d7 pedone del nero · a6 cavallo del nero · a5 re del bianco · c5 cavallo del bianco · e5 torre del bianco · f5 alfiere del bianco · a4 pedone del nero · b4 pedone del nero · d4 re del nero · b3 pedone del bianco · g3 torre del nero · b2 cavallo del bianco · d2 pedone del bianco · e2 alfiere del nero · f2 pedone del bianco · a1 donna del bianco · h1 torre del nero | h8 alfiere del bianco · d7 pedone del nero · a6 cavallo del nero · a5 re del bianco · c5 cavallo del bianco · e5 torre del bianco · f5 alfiere del bianco · a4 pedone del nero · b4 pedone del nero · d4 re del nero · b3 pedone del bianco · g3 torre del nero · b2 cavallo del bianco · d2 pedone del bianco · e2 alfiere del nero · f2 pedone del bianco · a1 donna del bianco · h1 torre del nero | h8 alfiere del bianco · d7 pedone del nero · a6 cavallo del nero · a5 re del bianco · c5 cavallo del bianco · e5 torre del bianco · f5 alfiere del bianco · a4 pedone del nero · b4 pedone del nero · d4 re del nero · b3 pedone del bianco · g3 torre del nero · b2 cavallo del bianco · d2 pedone del bianco · e2 alfiere del nero · f2 pedone del bianco · a1 donna del bianco · h1 torre del nero | h8 alfiere del bianco · d7 pedone del nero · a6 cavallo del nero · a5 re del bianco · c5 cavallo del bianco · e5 torre del bianco · f5 alfiere del bianco · a4 pedone del nero · b4 pedone del nero · d4 re del nero · b3 pedone del bianco · g3 torre del nero · b2 cavallo del bianco · d2 pedone del bianco · e2 alfiere del nero · f2 pedone del bianco · a1 donna del bianco · h1 torre del nero | 8 |
| 7 | h8 alfiere del bianco · d7 pedone del nero · a6 cavallo del nero · a5 re del bianco · c5 cavallo del bianco · e5 torre del bianco · f5 alfiere del bianco · a4 pedone del nero · b4 pedone del nero · d4 re del nero · b3 pedone del bianco · g3 torre del nero · b2 cavallo del bianco · d2 pedone del bianco · e2 alfiere del nero · f2 pedone del bianco · a1 donna del bianco · h1 torre del nero | h8 alfiere del bianco · d7 pedone del nero · a6 cavallo del nero · a5 re del bianco · c5 cavallo del bianco · e5 torre del bianco · f5 alfiere del bianco · a4 pedone del nero · b4 pedone del nero · d4 re del nero · b3 pedone del bianco · g3 torre del nero · b2 cavallo del bianco · d2 pedone del bianco · e2 alfiere del nero · f2 pedone del bianco · a1 donna del bianco · h1 torre del nero | h8 alfiere del bianco · d7 pedone del nero · a6 cavallo del nero · a5 re del bianco · c5 cavallo del bianco · e5 torre del bianco · f5 alfiere del bianco · a4 pedone del nero · b4 pedone del nero · d4 re del nero · b3 pedone del bianco · g3 torre del nero · b2 cavallo del bianco · d2 pedone del bianco · e2 alfiere del nero · f2 pedone del bianco · a1 donna del bianco · h1 torre del nero | h8 alfiere del bianco · d7 pedone del nero · a6 cavallo del nero · a5 re del bianco · c5 cavallo del bianco · e5 torre del bianco · f5 alfiere del bianco · a4 pedone del nero · b4 pedone del nero · d4 re del nero · b3 pedone del bianco · g3 torre del nero · b2 cavallo del bianco · d2 pedone del bianco · e2 alfiere del nero · f2 pedone del bianco · a1 donna del bianco · h1 torre del nero | h8 alfiere del bianco · d7 pedone del nero · a6 cavallo del nero · a5 re del bianco · c5 cavallo del bianco · e5 torre del bianco · f5 alfiere del bianco · a4 pedone del nero · b4 pedone del nero · d4 re del nero · b3 pedone del bianco · g3 torre del nero · b2 cavallo del bianco · d2 pedone del bianco · e2 alfiere del nero · f2 pedone del bianco · a1 donna del bianco · h1 torre del nero | h8 alfiere del bianco · d7 pedone del nero · a6 cavallo del nero · a5 re del bianco · c5 cavallo del bianco · e5 torre del bianco · f5 alfiere del bianco · a4 pedone del nero · b4 pedone del nero · d4 re del nero · b3 pedone del bianco · g3 torre del nero · b2 cavallo del bianco · d2 pedone del bianco · e2 alfiere del nero · f2 pedone del bianco · a1 donna del bianco · h1 torre del nero | h8 alfiere del bianco · d7 pedone del nero · a6 cavallo del nero · a5 re del bianco · c5 cavallo del bianco · e5 torre del bianco · f5 alfiere del bianco · a4 pedone del nero · b4 pedone del nero · d4 re del nero · b3 pedone del bianco · g3 torre del nero · b2 cavallo del bianco · d2 pedone del bianco · e2 alfiere del nero · f2 pedone del bianco · a1 donna del bianco · h1 torre del nero | h8 alfiere del bianco · d7 pedone del nero · a6 cavallo del nero · a5 re del bianco · c5 cavallo del bianco · e5 torre del bianco · f5 alfiere del bianco · a4 pedone del nero · b4 pedone del nero · d4 re del nero · b3 pedone del bianco · g3 torre del nero · b2 cavallo del bianco · d2 pedone del bianco · e2 alfiere del nero · f2 pedone del bianco · a1 donna del bianco · h1 torre del nero | 7 |
| 6 | h8 alfiere del bianco · d7 pedone del nero · a6 cavallo del nero · a5 re del bianco · c5 cavallo del bianco · e5 torre del bianco · f5 alfiere del bianco · a4 pedone del nero · b4 pedone del nero · d4 re del nero · b3 pedone del bianco · g3 torre del nero · b2 cavallo del bianco · d2 pedone del bianco · e2 alfiere del nero · f2 pedone del bianco · a1 donna del bianco · h1 torre del nero | h8 alfiere del bianco · d7 pedone del nero · a6 cavallo del nero · a5 re del bianco · c5 cavallo del bianco · e5 torre del bianco · f5 alfiere del bianco · a4 pedone del nero · b4 pedone del nero · d4 re del nero · b3 pedone del bianco · g3 torre del nero · b2 cavallo del bianco · d2 pedone del bianco · e2 alfiere del nero · f2 pedone del bianco · a1 donna del bianco · h1 torre del nero | h8 alfiere del bianco · d7 pedone del nero · a6 cavallo del nero · a5 re del bianco · c5 cavallo del bianco · e5 torre del bianco · f5 alfiere del bianco · a4 pedone del nero · b4 pedone del nero · d4 re del nero · b3 pedone del bianco · g3 torre del nero · b2 cavallo del bianco · d2 pedone del bianco · e2 alfiere del nero · f2 pedone del bianco · a1 donna del bianco · h1 torre del nero | h8 alfiere del bianco · d7 pedone del nero · a6 cavallo del nero · a5 re del bianco · c5 cavallo del bianco · e5 torre del bianco · f5 alfiere del bianco · a4 pedone del nero · b4 pedone del nero · d4 re del nero · b3 pedone del bianco · g3 torre del nero · b2 cavallo del bianco · d2 pedone del bianco · e2 alfiere del nero · f2 pedone del bianco · a1 donna del bianco · h1 torre del nero | h8 alfiere del bianco · d7 pedone del nero · a6 cavallo del nero · a5 re del bianco · c5 cavallo del bianco · e5 torre del bianco · f5 alfiere del bianco · a4 pedone del nero · b4 pedone del nero · d4 re del nero · b3 pedone del bianco · g3 torre del nero · b2 cavallo del bianco · d2 pedone del bianco · e2 alfiere del nero · f2 pedone del bianco · a1 donna del bianco · h1 torre del nero | h8 alfiere del bianco · d7 pedone del nero · a6 cavallo del nero · a5 re del bianco · c5 cavallo del bianco · e5 torre del bianco · f5 alfiere del bianco · a4 pedone del nero · b4 pedone del nero · d4 re del nero · b3 pedone del bianco · g3 torre del nero · b2 cavallo del bianco · d2 pedone del bianco · e2 alfiere del nero · f2 pedone del bianco · a1 donna del bianco · h1 torre del nero | h8 alfiere del bianco · d7 pedone del nero · a6 cavallo del nero · a5 re del bianco · c5 cavallo del bianco · e5 torre del bianco · f5 alfiere del bianco · a4 pedone del nero · b4 pedone del nero · d4 re del nero · b3 pedone del bianco · g3 torre del nero · b2 cavallo del bianco · d2 pedone del bianco · e2 alfiere del nero · f2 pedone del bianco · a1 donna del bianco · h1 torre del nero | h8 alfiere del bianco · d7 pedone del nero · a6 cavallo del nero · a5 re del bianco · c5 cavallo del bianco · e5 torre del bianco · f5 alfiere del bianco · a4 pedone del nero · b4 pedone del nero · d4 re del nero · b3 pedone del bianco · g3 torre del nero · b2 cavallo del bianco · d2 pedone del bianco · e2 alfiere del nero · f2 pedone del bianco · a1 donna del bianco · h1 torre del nero | 6 |
| 5 | h8 alfiere del bianco · d7 pedone del nero · a6 cavallo del nero · a5 re del bianco · c5 cavallo del bianco · e5 torre del bianco · f5 alfiere del bianco · a4 pedone del nero · b4 pedone del nero · d4 re del nero · b3 pedone del bianco · g3 torre del nero · b2 cavallo del bianco · d2 pedone del bianco · e2 alfiere del nero · f2 pedone del bianco · a1 donna del bianco · h1 torre del nero | h8 alfiere del bianco · d7 pedone del nero · a6 cavallo del nero · a5 re del bianco · c5 cavallo del bianco · e5 torre del bianco · f5 alfiere del bianco · a4 pedone del nero · b4 pedone del nero · d4 re del nero · b3 pedone del bianco · g3 torre del nero · b2 cavallo del bianco · d2 pedone del bianco · e2 alfiere del nero · f2 pedone del bianco · a1 donna del bianco · h1 torre del nero | h8 alfiere del bianco · d7 pedone del nero · a6 cavallo del nero · a5 re del bianco · c5 cavallo del bianco · e5 torre del bianco · f5 alfiere del bianco · a4 pedone del nero · b4 pedone del nero · d4 re del nero · b3 pedone del bianco · g3 torre del nero · b2 cavallo del bianco · d2 pedone del bianco · e2 alfiere del nero · f2 pedone del bianco · a1 donna del bianco · h1 torre del nero | h8 alfiere del bianco · d7 pedone del nero · a6 cavallo del nero · a5 re del bianco · c5 cavallo del bianco · e5 torre del bianco · f5 alfiere del bianco · a4 pedone del nero · b4 pedone del nero · d4 re del nero · b3 pedone del bianco · g3 torre del nero · b2 cavallo del bianco · d2 pedone del bianco · e2 alfiere del nero · f2 pedone del bianco · a1 donna del bianco · h1 torre del nero | h8 alfiere del bianco · d7 pedone del nero · a6 cavallo del nero · a5 re del bianco · c5 cavallo del bianco · e5 torre del bianco · f5 alfiere del bianco · a4 pedone del nero · b4 pedone del nero · d4 re del nero · b3 pedone del bianco · g3 torre del nero · b2 cavallo del bianco · d2 pedone del bianco · e2 alfiere del nero · f2 pedone del bianco · a1 donna del bianco · h1 torre del nero | h8 alfiere del bianco · d7 pedone del nero · a6 cavallo del nero · a5 re del bianco · c5 cavallo del bianco · e5 torre del bianco · f5 alfiere del bianco · a4 pedone del nero · b4 pedone del nero · d4 re del nero · b3 pedone del bianco · g3 torre del nero · b2 cavallo del bianco · d2 pedone del bianco · e2 alfiere del nero · f2 pedone del bianco · a1 donna del bianco · h1 torre del nero | h8 alfiere del bianco · d7 pedone del nero · a6 cavallo del nero · a5 re del bianco · c5 cavallo del bianco · e5 torre del bianco · f5 alfiere del bianco · a4 pedone del nero · b4 pedone del nero · d4 re del nero · b3 pedone del bianco · g3 torre del nero · b2 cavallo del bianco · d2 pedone del bianco · e2 alfiere del nero · f2 pedone del bianco · a1 donna del bianco · h1 torre del nero | h8 alfiere del bianco · d7 pedone del nero · a6 cavallo del nero · a5 re del bianco · c5 cavallo del bianco · e5 torre del bianco · f5 alfiere del bianco · a4 pedone del nero · b4 pedone del nero · d4 re del nero · b3 pedone del bianco · g3 torre del nero · b2 cavallo del bianco · d2 pedone del bianco · e2 alfiere del nero · f2 pedone del bianco · a1 donna del bianco · h1 torre del nero | 5 |
| 4 | h8 alfiere del bianco · d7 pedone del nero · a6 cavallo del nero · a5 re del bianco · c5 cavallo del bianco · e5 torre del bianco · f5 alfiere del bianco · a4 pedone del nero · b4 pedone del nero · d4 re del nero · b3 pedone del bianco · g3 torre del nero · b2 cavallo del bianco · d2 pedone del bianco · e2 alfiere del nero · f2 pedone del bianco · a1 donna del bianco · h1 torre del nero | h8 alfiere del bianco · d7 pedone del nero · a6 cavallo del nero · a5 re del bianco · c5 cavallo del bianco · e5 torre del bianco · f5 alfiere del bianco · a4 pedone del nero · b4 pedone del nero · d4 re del nero · b3 pedone del bianco · g3 torre del nero · b2 cavallo del bianco · d2 pedone del bianco · e2 alfiere del nero · f2 pedone del bianco · a1 donna del bianco · h1 torre del nero | h8 alfiere del bianco · d7 pedone del nero · a6 cavallo del nero · a5 re del bianco · c5 cavallo del bianco · e5 torre del bianco · f5 alfiere del bianco · a4 pedone del nero · b4 pedone del nero · d4 re del nero · b3 pedone del bianco · g3 torre del nero · b2 cavallo del bianco · d2 pedone del bianco · e2 alfiere del nero · f2 pedone del bianco · a1 donna del bianco · h1 torre del nero | h8 alfiere del bianco · d7 pedone del nero · a6 cavallo del nero · a5 re del bianco · c5 cavallo del bianco · e5 torre del bianco · f5 alfiere del bianco · a4 pedone del nero · b4 pedone del nero · d4 re del nero · b3 pedone del bianco · g3 torre del nero · b2 cavallo del bianco · d2 pedone del bianco · e2 alfiere del nero · f2 pedone del bianco · a1 donna del bianco · h1 torre del nero | h8 alfiere del bianco · d7 pedone del nero · a6 cavallo del nero · a5 re del bianco · c5 cavallo del bianco · e5 torre del bianco · f5 alfiere del bianco · a4 pedone del nero · b4 pedone del nero · d4 re del nero · b3 pedone del bianco · g3 torre del nero · b2 cavallo del bianco · d2 pedone del bianco · e2 alfiere del nero · f2 pedone del bianco · a1 donna del bianco · h1 torre del nero | h8 alfiere del bianco · d7 pedone del nero · a6 cavallo del nero · a5 re del bianco · c5 cavallo del bianco · e5 torre del bianco · f5 alfiere del bianco · a4 pedone del nero · b4 pedone del nero · d4 re del nero · b3 pedone del bianco · g3 torre del nero · b2 cavallo del bianco · d2 pedone del bianco · e2 alfiere del nero · f2 pedone del bianco · a1 donna del bianco · h1 torre del nero | h8 alfiere del bianco · d7 pedone del nero · a6 cavallo del nero · a5 re del bianco · c5 cavallo del bianco · e5 torre del bianco · f5 alfiere del bianco · a4 pedone del nero · b4 pedone del nero · d4 re del nero · b3 pedone del bianco · g3 torre del nero · b2 cavallo del bianco · d2 pedone del bianco · e2 alfiere del nero · f2 pedone del bianco · a1 donna del bianco · h1 torre del nero | h8 alfiere del bianco · d7 pedone del nero · a6 cavallo del nero · a5 re del bianco · c5 cavallo del bianco · e5 torre del bianco · f5 alfiere del bianco · a4 pedone del nero · b4 pedone del nero · d4 re del nero · b3 pedone del bianco · g3 torre del nero · b2 cavallo del bianco · d2 pedone del bianco · e2 alfiere del nero · f2 pedone del bianco · a1 donna del bianco · h1 torre del nero | 4 |
| 3 | h8 alfiere del bianco · d7 pedone del nero · a6 cavallo del nero · a5 re del bianco · c5 cavallo del bianco · e5 torre del bianco · f5 alfiere del bianco · a4 pedone del nero · b4 pedone del nero · d4 re del nero · b3 pedone del bianco · g3 torre del nero · b2 cavallo del bianco · d2 pedone del bianco · e2 alfiere del nero · f2 pedone del bianco · a1 donna del bianco · h1 torre del nero | h8 alfiere del bianco · d7 pedone del nero · a6 cavallo del nero · a5 re del bianco · c5 cavallo del bianco · e5 torre del bianco · f5 alfiere del bianco · a4 pedone del nero · b4 pedone del nero · d4 re del nero · b3 pedone del bianco · g3 torre del nero · b2 cavallo del bianco · d2 pedone del bianco · e2 alfiere del nero · f2 pedone del bianco · a1 donna del bianco · h1 torre del nero | h8 alfiere del bianco · d7 pedone del nero · a6 cavallo del nero · a5 re del bianco · c5 cavallo del bianco · e5 torre del bianco · f5 alfiere del bianco · a4 pedone del nero · b4 pedone del nero · d4 re del nero · b3 pedone del bianco · g3 torre del nero · b2 cavallo del bianco · d2 pedone del bianco · e2 alfiere del nero · f2 pedone del bianco · a1 donna del bianco · h1 torre del nero | h8 alfiere del bianco · d7 pedone del nero · a6 cavallo del nero · a5 re del bianco · c5 cavallo del bianco · e5 torre del bianco · f5 alfiere del bianco · a4 pedone del nero · b4 pedone del nero · d4 re del nero · b3 pedone del bianco · g3 torre del nero · b2 cavallo del bianco · d2 pedone del bianco · e2 alfiere del nero · f2 pedone del bianco · a1 donna del bianco · h1 torre del nero | h8 alfiere del bianco · d7 pedone del nero · a6 cavallo del nero · a5 re del bianco · c5 cavallo del bianco · e5 torre del bianco · f5 alfiere del bianco · a4 pedone del nero · b4 pedone del nero · d4 re del nero · b3 pedone del bianco · g3 torre del nero · b2 cavallo del bianco · d2 pedone del bianco · e2 alfiere del nero · f2 pedone del bianco · a1 donna del bianco · h1 torre del nero | h8 alfiere del bianco · d7 pedone del nero · a6 cavallo del nero · a5 re del bianco · c5 cavallo del bianco · e5 torre del bianco · f5 alfiere del bianco · a4 pedone del nero · b4 pedone del nero · d4 re del nero · b3 pedone del bianco · g3 torre del nero · b2 cavallo del bianco · d2 pedone del bianco · e2 alfiere del nero · f2 pedone del bianco · a1 donna del bianco · h1 torre del nero | h8 alfiere del bianco · d7 pedone del nero · a6 cavallo del nero · a5 re del bianco · c5 cavallo del bianco · e5 torre del bianco · f5 alfiere del bianco · a4 pedone del nero · b4 pedone del nero · d4 re del nero · b3 pedone del bianco · g3 torre del nero · b2 cavallo del bianco · d2 pedone del bianco · e2 alfiere del nero · f2 pedone del bianco · a1 donna del bianco · h1 torre del nero | h8 alfiere del bianco · d7 pedone del nero · a6 cavallo del nero · a5 re del bianco · c5 cavallo del bianco · e5 torre del bianco · f5 alfiere del bianco · a4 pedone del nero · b4 pedone del nero · d4 re del nero · b3 pedone del bianco · g3 torre del nero · b2 cavallo del bianco · d2 pedone del bianco · e2 alfiere del nero · f2 pedone del bianco · a1 donna del bianco · h1 torre del nero | 3 |
| 2 | h8 alfiere del bianco · d7 pedone del nero · a6 cavallo del nero · a5 re del bianco · c5 cavallo del bianco · e5 torre del bianco · f5 alfiere del bianco · a4 pedone del nero · b4 pedone del nero · d4 re del nero · b3 pedone del bianco · g3 torre del nero · b2 cavallo del bianco · d2 pedone del bianco · e2 alfiere del nero · f2 pedone del bianco · a1 donna del bianco · h1 torre del nero | h8 alfiere del bianco · d7 pedone del nero · a6 cavallo del nero · a5 re del bianco · c5 cavallo del bianco · e5 torre del bianco · f5 alfiere del bianco · a4 pedone del nero · b4 pedone del nero · d4 re del nero · b3 pedone del bianco · g3 torre del nero · b2 cavallo del bianco · d2 pedone del bianco · e2 alfiere del nero · f2 pedone del bianco · a1 donna del bianco · h1 torre del nero | h8 alfiere del bianco · d7 pedone del nero · a6 cavallo del nero · a5 re del bianco · c5 cavallo del bianco · e5 torre del bianco · f5 alfiere del bianco · a4 pedone del nero · b4 pedone del nero · d4 re del nero · b3 pedone del bianco · g3 torre del nero · b2 cavallo del bianco · d2 pedone del bianco · e2 alfiere del nero · f2 pedone del bianco · a1 donna del bianco · h1 torre del nero | h8 alfiere del bianco · d7 pedone del nero · a6 cavallo del nero · a5 re del bianco · c5 cavallo del bianco · e5 torre del bianco · f5 alfiere del bianco · a4 pedone del nero · b4 pedone del nero · d4 re del nero · b3 pedone del bianco · g3 torre del nero · b2 cavallo del bianco · d2 pedone del bianco · e2 alfiere del nero · f2 pedone del bianco · a1 donna del bianco · h1 torre del nero | h8 alfiere del bianco · d7 pedone del nero · a6 cavallo del nero · a5 re del bianco · c5 cavallo del bianco · e5 torre del bianco · f5 alfiere del bianco · a4 pedone del nero · b4 pedone del nero · d4 re del nero · b3 pedone del bianco · g3 torre del nero · b2 cavallo del bianco · d2 pedone del bianco · e2 alfiere del nero · f2 pedone del bianco · a1 donna del bianco · h1 torre del nero | h8 alfiere del bianco · d7 pedone del nero · a6 cavallo del nero · a5 re del bianco · c5 cavallo del bianco · e5 torre del bianco · f5 alfiere del bianco · a4 pedone del nero · b4 pedone del nero · d4 re del nero · b3 pedone del bianco · g3 torre del nero · b2 cavallo del bianco · d2 pedone del bianco · e2 alfiere del nero · f2 pedone del bianco · a1 donna del bianco · h1 torre del nero | h8 alfiere del bianco · d7 pedone del nero · a6 cavallo del nero · a5 re del bianco · c5 cavallo del bianco · e5 torre del bianco · f5 alfiere del bianco · a4 pedone del nero · b4 pedone del nero · d4 re del nero · b3 pedone del bianco · g3 torre del nero · b2 cavallo del bianco · d2 pedone del bianco · e2 alfiere del nero · f2 pedone del bianco · a1 donna del bianco · h1 torre del nero | h8 alfiere del bianco · d7 pedone del nero · a6 cavallo del nero · a5 re del bianco · c5 cavallo del bianco · e5 torre del bianco · f5 alfiere del bianco · a4 pedone del nero · b4 pedone del nero · d4 re del nero · b3 pedone del bianco · g3 torre del nero · b2 cavallo del bianco · d2 pedone del bianco · e2 alfiere del nero · f2 pedone del bianco · a1 donna del bianco · h1 torre del nero | 2 |
| 1 | h8 alfiere del bianco · d7 pedone del nero · a6 cavallo del nero · a5 re del bianco · c5 cavallo del bianco · e5 torre del bianco · f5 alfiere del bianco · a4 pedone del nero · b4 pedone del nero · d4 re del nero · b3 pedone del bianco · g3 torre del nero · b2 cavallo del bianco · d2 pedone del bianco · e2 alfiere del nero · f2 pedone del bianco · a1 donna del bianco · h1 torre del nero | h8 alfiere del bianco · d7 pedone del nero · a6 cavallo del nero · a5 re del bianco · c5 cavallo del bianco · e5 torre del bianco · f5 alfiere del bianco · a4 pedone del nero · b4 pedone del nero · d4 re del nero · b3 pedone del bianco · g3 torre del nero · b2 cavallo del bianco · d2 pedone del bianco · e2 alfiere del nero · f2 pedone del bianco · a1 donna del bianco · h1 torre del nero | h8 alfiere del bianco · d7 pedone del nero · a6 cavallo del nero · a5 re del bianco · c5 cavallo del bianco · e5 torre del bianco · f5 alfiere del bianco · a4 pedone del nero · b4 pedone del nero · d4 re del nero · b3 pedone del bianco · g3 torre del nero · b2 cavallo del bianco · d2 pedone del bianco · e2 alfiere del nero · f2 pedone del bianco · a1 donna del bianco · h1 torre del nero | h8 alfiere del bianco · d7 pedone del nero · a6 cavallo del nero · a5 re del bianco · c5 cavallo del bianco · e5 torre del bianco · f5 alfiere del bianco · a4 pedone del nero · b4 pedone del nero · d4 re del nero · b3 pedone del bianco · g3 torre del nero · b2 cavallo del bianco · d2 pedone del bianco · e2 alfiere del nero · f2 pedone del bianco · a1 donna del bianco · h1 torre del nero | h8 alfiere del bianco · d7 pedone del nero · a6 cavallo del nero · a5 re del bianco · c5 cavallo del bianco · e5 torre del bianco · f5 alfiere del bianco · a4 pedone del nero · b4 pedone del nero · d4 re del nero · b3 pedone del bianco · g3 torre del nero · b2 cavallo del bianco · d2 pedone del bianco · e2 alfiere del nero · f2 pedone del bianco · a1 donna del bianco · h1 torre del nero | h8 alfiere del bianco · d7 pedone del nero · a6 cavallo del nero · a5 re del bianco · c5 cavallo del bianco · e5 torre del bianco · f5 alfiere del bianco · a4 pedone del nero · b4 pedone del nero · d4 re del nero · b3 pedone del bianco · g3 torre del nero · b2 cavallo del bianco · d2 pedone del bianco · e2 alfiere del nero · f2 pedone del bianco · a1 donna del bianco · h1 torre del nero | h8 alfiere del bianco · d7 pedone del nero · a6 cavallo del nero · a5 re del bianco · c5 cavallo del bianco · e5 torre del bianco · f5 alfiere del bianco · a4 pedone del nero · b4 pedone del nero · d4 re del nero · b3 pedone del bianco · g3 torre del nero · b2 cavallo del bianco · d2 pedone del bianco · e2 alfiere del nero · f2 pedone del bianco · a1 donna del bianco · h1 torre del nero | h8 alfiere del bianco · d7 pedone del nero · a6 cavallo del nero · a5 re del bianco · c5 cavallo del bianco · e5 torre del bianco · f5 alfiere del bianco · a4 pedone del nero · b4 pedone del nero · d4 re del nero · b3 pedone del bianco · g3 torre del nero · b2 cavallo del bianco · d2 pedone del bianco · e2 alfiere del nero · f2 pedone del bianco · a1 donna del bianco · h1 torre del nero | 1 |
|   | a | b | c | d | e | f | g | h |   |

Soluzione:
1. Ah7 !  (2. Tg5#)
1. ...Tg6/g7/g8 2. Cd1# 
 
1. ...Th6/Txh7 2. Cbd3# 

1. ...Tf3 2. Tf5#
1. ...Te3 2. fxe3#
|   | a | b | c | d | e | f | g | h |   |
| 8 | e7 cavallo del bianco · g7 pedone del nero · h7 re del bianco · c6 alfiere del nero · d6 cavallo del nero · f6 torre del nero · g6 cavallo del bianco · c5 torre del nero · f5 torre del bianco · h5 pedone del nero · g4 re del nero · h4 alfiere del bianco · d3 pedone del bianco · e3 pedone del bianco · f2 pedone del nero · h1 donna del bianco | e7 cavallo del bianco · g7 pedone del nero · h7 re del bianco · c6 alfiere del nero · d6 cavallo del nero · f6 torre del nero · g6 cavallo del bianco · c5 torre del nero · f5 torre del bianco · h5 pedone del nero · g4 re del nero · h4 alfiere del bianco · d3 pedone del bianco · e3 pedone del bianco · f2 pedone del nero · h1 donna del bianco | e7 cavallo del bianco · g7 pedone del nero · h7 re del bianco · c6 alfiere del nero · d6 cavallo del nero · f6 torre del nero · g6 cavallo del bianco · c5 torre del nero · f5 torre del bianco · h5 pedone del nero · g4 re del nero · h4 alfiere del bianco · d3 pedone del bianco · e3 pedone del bianco · f2 pedone del nero · h1 donna del bianco | e7 cavallo del bianco · g7 pedone del nero · h7 re del bianco · c6 alfiere del nero · d6 cavallo del nero · f6 torre del nero · g6 cavallo del bianco · c5 torre del nero · f5 torre del bianco · h5 pedone del nero · g4 re del nero · h4 alfiere del bianco · d3 pedone del bianco · e3 pedone del bianco · f2 pedone del nero · h1 donna del bianco | e7 cavallo del bianco · g7 pedone del nero · h7 re del bianco · c6 alfiere del nero · d6 cavallo del nero · f6 torre del nero · g6 cavallo del bianco · c5 torre del nero · f5 torre del bianco · h5 pedone del nero · g4 re del nero · h4 alfiere del bianco · d3 pedone del bianco · e3 pedone del bianco · f2 pedone del nero · h1 donna del bianco | e7 cavallo del bianco · g7 pedone del nero · h7 re del bianco · c6 alfiere del nero · d6 cavallo del nero · f6 torre del nero · g6 cavallo del bianco · c5 torre del nero · f5 torre del bianco · h5 pedone del nero · g4 re del nero · h4 alfiere del bianco · d3 pedone del bianco · e3 pedone del bianco · f2 pedone del nero · h1 donna del bianco | e7 cavallo del bianco · g7 pedone del nero · h7 re del bianco · c6 alfiere del nero · d6 cavallo del nero · f6 torre del nero · g6 cavallo del bianco · c5 torre del nero · f5 torre del bianco · h5 pedone del nero · g4 re del nero · h4 alfiere del bianco · d3 pedone del bianco · e3 pedone del bianco · f2 pedone del nero · h1 donna del bianco | e7 cavallo del bianco · g7 pedone del nero · h7 re del bianco · c6 alfiere del nero · d6 cavallo del nero · f6 torre del nero · g6 cavallo del bianco · c5 torre del nero · f5 torre del bianco · h5 pedone del nero · g4 re del nero · h4 alfiere del bianco · d3 pedone del bianco · e3 pedone del bianco · f2 pedone del nero · h1 donna del bianco | 8 |
| 7 | e7 cavallo del bianco · g7 pedone del nero · h7 re del bianco · c6 alfiere del nero · d6 cavallo del nero · f6 torre del nero · g6 cavallo del bianco · c5 torre del nero · f5 torre del bianco · h5 pedone del nero · g4 re del nero · h4 alfiere del bianco · d3 pedone del bianco · e3 pedone del bianco · f2 pedone del nero · h1 donna del bianco | e7 cavallo del bianco · g7 pedone del nero · h7 re del bianco · c6 alfiere del nero · d6 cavallo del nero · f6 torre del nero · g6 cavallo del bianco · c5 torre del nero · f5 torre del bianco · h5 pedone del nero · g4 re del nero · h4 alfiere del bianco · d3 pedone del bianco · e3 pedone del bianco · f2 pedone del nero · h1 donna del bianco | e7 cavallo del bianco · g7 pedone del nero · h7 re del bianco · c6 alfiere del nero · d6 cavallo del nero · f6 torre del nero · g6 cavallo del bianco · c5 torre del nero · f5 torre del bianco · h5 pedone del nero · g4 re del nero · h4 alfiere del bianco · d3 pedone del bianco · e3 pedone del bianco · f2 pedone del nero · h1 donna del bianco | e7 cavallo del bianco · g7 pedone del nero · h7 re del bianco · c6 alfiere del nero · d6 cavallo del nero · f6 torre del nero · g6 cavallo del bianco · c5 torre del nero · f5 torre del bianco · h5 pedone del nero · g4 re del nero · h4 alfiere del bianco · d3 pedone del bianco · e3 pedone del bianco · f2 pedone del nero · h1 donna del bianco | e7 cavallo del bianco · g7 pedone del nero · h7 re del bianco · c6 alfiere del nero · d6 cavallo del nero · f6 torre del nero · g6 cavallo del bianco · c5 torre del nero · f5 torre del bianco · h5 pedone del nero · g4 re del nero · h4 alfiere del bianco · d3 pedone del bianco · e3 pedone del bianco · f2 pedone del nero · h1 donna del bianco | e7 cavallo del bianco · g7 pedone del nero · h7 re del bianco · c6 alfiere del nero · d6 cavallo del nero · f6 torre del nero · g6 cavallo del bianco · c5 torre del nero · f5 torre del bianco · h5 pedone del nero · g4 re del nero · h4 alfiere del bianco · d3 pedone del bianco · e3 pedone del bianco · f2 pedone del nero · h1 donna del bianco | e7 cavallo del bianco · g7 pedone del nero · h7 re del bianco · c6 alfiere del nero · d6 cavallo del nero · f6 torre del nero · g6 cavallo del bianco · c5 torre del nero · f5 torre del bianco · h5 pedone del nero · g4 re del nero · h4 alfiere del bianco · d3 pedone del bianco · e3 pedone del bianco · f2 pedone del nero · h1 donna del bianco | e7 cavallo del bianco · g7 pedone del nero · h7 re del bianco · c6 alfiere del nero · d6 cavallo del nero · f6 torre del nero · g6 cavallo del bianco · c5 torre del nero · f5 torre del bianco · h5 pedone del nero · g4 re del nero · h4 alfiere del bianco · d3 pedone del bianco · e3 pedone del bianco · f2 pedone del nero · h1 donna del bianco | 7 |
| 6 | e7 cavallo del bianco · g7 pedone del nero · h7 re del bianco · c6 alfiere del nero · d6 cavallo del nero · f6 torre del nero · g6 cavallo del bianco · c5 torre del nero · f5 torre del bianco · h5 pedone del nero · g4 re del nero · h4 alfiere del bianco · d3 pedone del bianco · e3 pedone del bianco · f2 pedone del nero · h1 donna del bianco | e7 cavallo del bianco · g7 pedone del nero · h7 re del bianco · c6 alfiere del nero · d6 cavallo del nero · f6 torre del nero · g6 cavallo del bianco · c5 torre del nero · f5 torre del bianco · h5 pedone del nero · g4 re del nero · h4 alfiere del bianco · d3 pedone del bianco · e3 pedone del bianco · f2 pedone del nero · h1 donna del bianco | e7 cavallo del bianco · g7 pedone del nero · h7 re del bianco · c6 alfiere del nero · d6 cavallo del nero · f6 torre del nero · g6 cavallo del bianco · c5 torre del nero · f5 torre del bianco · h5 pedone del nero · g4 re del nero · h4 alfiere del bianco · d3 pedone del bianco · e3 pedone del bianco · f2 pedone del nero · h1 donna del bianco | e7 cavallo del bianco · g7 pedone del nero · h7 re del bianco · c6 alfiere del nero · d6 cavallo del nero · f6 torre del nero · g6 cavallo del bianco · c5 torre del nero · f5 torre del bianco · h5 pedone del nero · g4 re del nero · h4 alfiere del bianco · d3 pedone del bianco · e3 pedone del bianco · f2 pedone del nero · h1 donna del bianco | e7 cavallo del bianco · g7 pedone del nero · h7 re del bianco · c6 alfiere del nero · d6 cavallo del nero · f6 torre del nero · g6 cavallo del bianco · c5 torre del nero · f5 torre del bianco · h5 pedone del nero · g4 re del nero · h4 alfiere del bianco · d3 pedone del bianco · e3 pedone del bianco · f2 pedone del nero · h1 donna del bianco | e7 cavallo del bianco · g7 pedone del nero · h7 re del bianco · c6 alfiere del nero · d6 cavallo del nero · f6 torre del nero · g6 cavallo del bianco · c5 torre del nero · f5 torre del bianco · h5 pedone del nero · g4 re del nero · h4 alfiere del bianco · d3 pedone del bianco · e3 pedone del bianco · f2 pedone del nero · h1 donna del bianco | e7 cavallo del bianco · g7 pedone del nero · h7 re del bianco · c6 alfiere del nero · d6 cavallo del nero · f6 torre del nero · g6 cavallo del bianco · c5 torre del nero · f5 torre del bianco · h5 pedone del nero · g4 re del nero · h4 alfiere del bianco · d3 pedone del bianco · e3 pedone del bianco · f2 pedone del nero · h1 donna del bianco | e7 cavallo del bianco · g7 pedone del nero · h7 re del bianco · c6 alfiere del nero · d6 cavallo del nero · f6 torre del nero · g6 cavallo del bianco · c5 torre del nero · f5 torre del bianco · h5 pedone del nero · g4 re del nero · h4 alfiere del bianco · d3 pedone del bianco · e3 pedone del bianco · f2 pedone del nero · h1 donna del bianco | 6 |
| 5 | e7 cavallo del bianco · g7 pedone del nero · h7 re del bianco · c6 alfiere del nero · d6 cavallo del nero · f6 torre del nero · g6 cavallo del bianco · c5 torre del nero · f5 torre del bianco · h5 pedone del nero · g4 re del nero · h4 alfiere del bianco · d3 pedone del bianco · e3 pedone del bianco · f2 pedone del nero · h1 donna del bianco | e7 cavallo del bianco · g7 pedone del nero · h7 re del bianco · c6 alfiere del nero · d6 cavallo del nero · f6 torre del nero · g6 cavallo del bianco · c5 torre del nero · f5 torre del bianco · h5 pedone del nero · g4 re del nero · h4 alfiere del bianco · d3 pedone del bianco · e3 pedone del bianco · f2 pedone del nero · h1 donna del bianco | e7 cavallo del bianco · g7 pedone del nero · h7 re del bianco · c6 alfiere del nero · d6 cavallo del nero · f6 torre del nero · g6 cavallo del bianco · c5 torre del nero · f5 torre del bianco · h5 pedone del nero · g4 re del nero · h4 alfiere del bianco · d3 pedone del bianco · e3 pedone del bianco · f2 pedone del nero · h1 donna del bianco | e7 cavallo del bianco · g7 pedone del nero · h7 re del bianco · c6 alfiere del nero · d6 cavallo del nero · f6 torre del nero · g6 cavallo del bianco · c5 torre del nero · f5 torre del bianco · h5 pedone del nero · g4 re del nero · h4 alfiere del bianco · d3 pedone del bianco · e3 pedone del bianco · f2 pedone del nero · h1 donna del bianco | e7 cavallo del bianco · g7 pedone del nero · h7 re del bianco · c6 alfiere del nero · d6 cavallo del nero · f6 torre del nero · g6 cavallo del bianco · c5 torre del nero · f5 torre del bianco · h5 pedone del nero · g4 re del nero · h4 alfiere del bianco · d3 pedone del bianco · e3 pedone del bianco · f2 pedone del nero · h1 donna del bianco | e7 cavallo del bianco · g7 pedone del nero · h7 re del bianco · c6 alfiere del nero · d6 cavallo del nero · f6 torre del nero · g6 cavallo del bianco · c5 torre del nero · f5 torre del bianco · h5 pedone del nero · g4 re del nero · h4 alfiere del bianco · d3 pedone del bianco · e3 pedone del bianco · f2 pedone del nero · h1 donna del bianco | e7 cavallo del bianco · g7 pedone del nero · h7 re del bianco · c6 alfiere del nero · d6 cavallo del nero · f6 torre del nero · g6 cavallo del bianco · c5 torre del nero · f5 torre del bianco · h5 pedone del nero · g4 re del nero · h4 alfiere del bianco · d3 pedone del bianco · e3 pedone del bianco · f2 pedone del nero · h1 donna del bianco | e7 cavallo del bianco · g7 pedone del nero · h7 re del bianco · c6 alfiere del nero · d6 cavallo del nero · f6 torre del nero · g6 cavallo del bianco · c5 torre del nero · f5 torre del bianco · h5 pedone del nero · g4 re del nero · h4 alfiere del bianco · d3 pedone del bianco · e3 pedone del bianco · f2 pedone del nero · h1 donna del bianco | 5 |
| 4 | e7 cavallo del bianco · g7 pedone del nero · h7 re del bianco · c6 alfiere del nero · d6 cavallo del nero · f6 torre del nero · g6 cavallo del bianco · c5 torre del nero · f5 torre del bianco · h5 pedone del nero · g4 re del nero · h4 alfiere del bianco · d3 pedone del bianco · e3 pedone del bianco · f2 pedone del nero · h1 donna del bianco | e7 cavallo del bianco · g7 pedone del nero · h7 re del bianco · c6 alfiere del nero · d6 cavallo del nero · f6 torre del nero · g6 cavallo del bianco · c5 torre del nero · f5 torre del bianco · h5 pedone del nero · g4 re del nero · h4 alfiere del bianco · d3 pedone del bianco · e3 pedone del bianco · f2 pedone del nero · h1 donna del bianco | e7 cavallo del bianco · g7 pedone del nero · h7 re del bianco · c6 alfiere del nero · d6 cavallo del nero · f6 torre del nero · g6 cavallo del bianco · c5 torre del nero · f5 torre del bianco · h5 pedone del nero · g4 re del nero · h4 alfiere del bianco · d3 pedone del bianco · e3 pedone del bianco · f2 pedone del nero · h1 donna del bianco | e7 cavallo del bianco · g7 pedone del nero · h7 re del bianco · c6 alfiere del nero · d6 cavallo del nero · f6 torre del nero · g6 cavallo del bianco · c5 torre del nero · f5 torre del bianco · h5 pedone del nero · g4 re del nero · h4 alfiere del bianco · d3 pedone del bianco · e3 pedone del bianco · f2 pedone del nero · h1 donna del bianco | e7 cavallo del bianco · g7 pedone del nero · h7 re del bianco · c6 alfiere del nero · d6 cavallo del nero · f6 torre del nero · g6 cavallo del bianco · c5 torre del nero · f5 torre del bianco · h5 pedone del nero · g4 re del nero · h4 alfiere del bianco · d3 pedone del bianco · e3 pedone del bianco · f2 pedone del nero · h1 donna del bianco | e7 cavallo del bianco · g7 pedone del nero · h7 re del bianco · c6 alfiere del nero · d6 cavallo del nero · f6 torre del nero · g6 cavallo del bianco · c5 torre del nero · f5 torre del bianco · h5 pedone del nero · g4 re del nero · h4 alfiere del bianco · d3 pedone del bianco · e3 pedone del bianco · f2 pedone del nero · h1 donna del bianco | e7 cavallo del bianco · g7 pedone del nero · h7 re del bianco · c6 alfiere del nero · d6 cavallo del nero · f6 torre del nero · g6 cavallo del bianco · c5 torre del nero · f5 torre del bianco · h5 pedone del nero · g4 re del nero · h4 alfiere del bianco · d3 pedone del bianco · e3 pedone del bianco · f2 pedone del nero · h1 donna del bianco | e7 cavallo del bianco · g7 pedone del nero · h7 re del bianco · c6 alfiere del nero · d6 cavallo del nero · f6 torre del nero · g6 cavallo del bianco · c5 torre del nero · f5 torre del bianco · h5 pedone del nero · g4 re del nero · h4 alfiere del bianco · d3 pedone del bianco · e3 pedone del bianco · f2 pedone del nero · h1 donna del bianco | 4 |
| 3 | e7 cavallo del bianco · g7 pedone del nero · h7 re del bianco · c6 alfiere del nero · d6 cavallo del nero · f6 torre del nero · g6 cavallo del bianco · c5 torre del nero · f5 torre del bianco · h5 pedone del nero · g4 re del nero · h4 alfiere del bianco · d3 pedone del bianco · e3 pedone del bianco · f2 pedone del nero · h1 donna del bianco | e7 cavallo del bianco · g7 pedone del nero · h7 re del bianco · c6 alfiere del nero · d6 cavallo del nero · f6 torre del nero · g6 cavallo del bianco · c5 torre del nero · f5 torre del bianco · h5 pedone del nero · g4 re del nero · h4 alfiere del bianco · d3 pedone del bianco · e3 pedone del bianco · f2 pedone del nero · h1 donna del bianco | e7 cavallo del bianco · g7 pedone del nero · h7 re del bianco · c6 alfiere del nero · d6 cavallo del nero · f6 torre del nero · g6 cavallo del bianco · c5 torre del nero · f5 torre del bianco · h5 pedone del nero · g4 re del nero · h4 alfiere del bianco · d3 pedone del bianco · e3 pedone del bianco · f2 pedone del nero · h1 donna del bianco | e7 cavallo del bianco · g7 pedone del nero · h7 re del bianco · c6 alfiere del nero · d6 cavallo del nero · f6 torre del nero · g6 cavallo del bianco · c5 torre del nero · f5 torre del bianco · h5 pedone del nero · g4 re del nero · h4 alfiere del bianco · d3 pedone del bianco · e3 pedone del bianco · f2 pedone del nero · h1 donna del bianco | e7 cavallo del bianco · g7 pedone del nero · h7 re del bianco · c6 alfiere del nero · d6 cavallo del nero · f6 torre del nero · g6 cavallo del bianco · c5 torre del nero · f5 torre del bianco · h5 pedone del nero · g4 re del nero · h4 alfiere del bianco · d3 pedone del bianco · e3 pedone del bianco · f2 pedone del nero · h1 donna del bianco | e7 cavallo del bianco · g7 pedone del nero · h7 re del bianco · c6 alfiere del nero · d6 cavallo del nero · f6 torre del nero · g6 cavallo del bianco · c5 torre del nero · f5 torre del bianco · h5 pedone del nero · g4 re del nero · h4 alfiere del bianco · d3 pedone del bianco · e3 pedone del bianco · f2 pedone del nero · h1 donna del bianco | e7 cavallo del bianco · g7 pedone del nero · h7 re del bianco · c6 alfiere del nero · d6 cavallo del nero · f6 torre del nero · g6 cavallo del bianco · c5 torre del nero · f5 torre del bianco · h5 pedone del nero · g4 re del nero · h4 alfiere del bianco · d3 pedone del bianco · e3 pedone del bianco · f2 pedone del nero · h1 donna del bianco | e7 cavallo del bianco · g7 pedone del nero · h7 re del bianco · c6 alfiere del nero · d6 cavallo del nero · f6 torre del nero · g6 cavallo del bianco · c5 torre del nero · f5 torre del bianco · h5 pedone del nero · g4 re del nero · h4 alfiere del bianco · d3 pedone del bianco · e3 pedone del bianco · f2 pedone del nero · h1 donna del bianco | 3 |
| 2 | e7 cavallo del bianco · g7 pedone del nero · h7 re del bianco · c6 alfiere del nero · d6 cavallo del nero · f6 torre del nero · g6 cavallo del bianco · c5 torre del nero · f5 torre del bianco · h5 pedone del nero · g4 re del nero · h4 alfiere del bianco · d3 pedone del bianco · e3 pedone del bianco · f2 pedone del nero · h1 donna del bianco | e7 cavallo del bianco · g7 pedone del nero · h7 re del bianco · c6 alfiere del nero · d6 cavallo del nero · f6 torre del nero · g6 cavallo del bianco · c5 torre del nero · f5 torre del bianco · h5 pedone del nero · g4 re del nero · h4 alfiere del bianco · d3 pedone del bianco · e3 pedone del bianco · f2 pedone del nero · h1 donna del bianco | e7 cavallo del bianco · g7 pedone del nero · h7 re del bianco · c6 alfiere del nero · d6 cavallo del nero · f6 torre del nero · g6 cavallo del bianco · c5 torre del nero · f5 torre del bianco · h5 pedone del nero · g4 re del nero · h4 alfiere del bianco · d3 pedone del bianco · e3 pedone del bianco · f2 pedone del nero · h1 donna del bianco | e7 cavallo del bianco · g7 pedone del nero · h7 re del bianco · c6 alfiere del nero · d6 cavallo del nero · f6 torre del nero · g6 cavallo del bianco · c5 torre del nero · f5 torre del bianco · h5 pedone del nero · g4 re del nero · h4 alfiere del bianco · d3 pedone del bianco · e3 pedone del bianco · f2 pedone del nero · h1 donna del bianco | e7 cavallo del bianco · g7 pedone del nero · h7 re del bianco · c6 alfiere del nero · d6 cavallo del nero · f6 torre del nero · g6 cavallo del bianco · c5 torre del nero · f5 torre del bianco · h5 pedone del nero · g4 re del nero · h4 alfiere del bianco · d3 pedone del bianco · e3 pedone del bianco · f2 pedone del nero · h1 donna del bianco | e7 cavallo del bianco · g7 pedone del nero · h7 re del bianco · c6 alfiere del nero · d6 cavallo del nero · f6 torre del nero · g6 cavallo del bianco · c5 torre del nero · f5 torre del bianco · h5 pedone del nero · g4 re del nero · h4 alfiere del bianco · d3 pedone del bianco · e3 pedone del bianco · f2 pedone del nero · h1 donna del bianco | e7 cavallo del bianco · g7 pedone del nero · h7 re del bianco · c6 alfiere del nero · d6 cavallo del nero · f6 torre del nero · g6 cavallo del bianco · c5 torre del nero · f5 torre del bianco · h5 pedone del nero · g4 re del nero · h4 alfiere del bianco · d3 pedone del bianco · e3 pedone del bianco · f2 pedone del nero · h1 donna del bianco | e7 cavallo del bianco · g7 pedone del nero · h7 re del bianco · c6 alfiere del nero · d6 cavallo del nero · f6 torre del nero · g6 cavallo del bianco · c5 torre del nero · f5 torre del bianco · h5 pedone del nero · g4 re del nero · h4 alfiere del bianco · d3 pedone del bianco · e3 pedone del bianco · f2 pedone del nero · h1 donna del bianco | 2 |
| 1 | e7 cavallo del bianco · g7 pedone del nero · h7 re del bianco · c6 alfiere del nero · d6 cavallo del nero · f6 torre del nero · g6 cavallo del bianco · c5 torre del nero · f5 torre del bianco · h5 pedone del nero · g4 re del nero · h4 alfiere del bianco · d3 pedone del bianco · e3 pedone del bianco · f2 pedone del nero · h1 donna del bianco | e7 cavallo del bianco · g7 pedone del nero · h7 re del bianco · c6 alfiere del nero · d6 cavallo del nero · f6 torre del nero · g6 cavallo del bianco · c5 torre del nero · f5 torre del bianco · h5 pedone del nero · g4 re del nero · h4 alfiere del bianco · d3 pedone del bianco · e3 pedone del bianco · f2 pedone del nero · h1 donna del bianco | e7 cavallo del bianco · g7 pedone del nero · h7 re del bianco · c6 alfiere del nero · d6 cavallo del nero · f6 torre del nero · g6 cavallo del bianco · c5 torre del nero · f5 torre del bianco · h5 pedone del nero · g4 re del nero · h4 alfiere del bianco · d3 pedone del bianco · e3 pedone del bianco · f2 pedone del nero · h1 donna del bianco | e7 cavallo del bianco · g7 pedone del nero · h7 re del bianco · c6 alfiere del nero · d6 cavallo del nero · f6 torre del nero · g6 cavallo del bianco · c5 torre del nero · f5 torre del bianco · h5 pedone del nero · g4 re del nero · h4 alfiere del bianco · d3 pedone del bianco · e3 pedone del bianco · f2 pedone del nero · h1 donna del bianco | e7 cavallo del bianco · g7 pedone del nero · h7 re del bianco · c6 alfiere del nero · d6 cavallo del nero · f6 torre del nero · g6 cavallo del bianco · c5 torre del nero · f5 torre del bianco · h5 pedone del nero · g4 re del nero · h4 alfiere del bianco · d3 pedone del bianco · e3 pedone del bianco · f2 pedone del nero · h1 donna del bianco | e7 cavallo del bianco · g7 pedone del nero · h7 re del bianco · c6 alfiere del nero · d6 cavallo del nero · f6 torre del nero · g6 cavallo del bianco · c5 torre del nero · f5 torre del bianco · h5 pedone del nero · g4 re del nero · h4 alfiere del bianco · d3 pedone del bianco · e3 pedone del bianco · f2 pedone del nero · h1 donna del bianco | e7 cavallo del bianco · g7 pedone del nero · h7 re del bianco · c6 alfiere del nero · d6 cavallo del nero · f6 torre del nero · g6 cavallo del bianco · c5 torre del nero · f5 torre del bianco · h5 pedone del nero · g4 re del nero · h4 alfiere del bianco · d3 pedone del bianco · e3 pedone del bianco · f2 pedone del nero · h1 donna del bianco | e7 cavallo del bianco · g7 pedone del nero · h7 re del bianco · c6 alfiere del nero · d6 cavallo del nero · f6 torre del nero · g6 cavallo del bianco · c5 torre del nero · f5 torre del bianco · h5 pedone del nero · g4 re del nero · h4 alfiere del bianco · d3 pedone del bianco · e3 pedone del bianco · f2 pedone del nero · h1 donna del bianco | 1 |
|   | a | b | c | d | e | f | g | h |   |

Soluzione:
1. Cd5 !  (2. Df3#/Tg5#)
1. ...Axd5/f1=D/T  2. Tg5# 
 
1. ...Ce4/f7/Txd5  2. Df3# 

1. ...Cxf5  2. Ce5# 

1. ...Txf5  2. Dg2# 